# Gallowayina
Gallowayina es un género de foraminífero bentónico considerado un sinónimo posterior de Orbitoides de la subfamilia Orbitoidinae, de la familia Orbitoididae, de la superfamilia Orbitoidoidea, del suborden Rotaliina y del orden Rotaliida. Su especie tipo era Gallowayina browni. Su rango cronoestratigráfico abarcaba el Cretácico superior.

## Clasificación
Gallowayina incluía a la siguiente especie:
- Gallowayina browni †